# Jardim d'Ávila
O Jardim D' Ávila é um bairro localizado na região norte do município de Osasco, no Estado de São Paulo. Ele delimita ao norte e leste com o bairro Vila Menck e o município de São Paulo; ao sul com o bairro Ayrosa; a oeste com o bairro do Rochdale. Os seus loteamentos são: Jardim D' Ávila; Vila Menck; Jardim Vânia Helena; Jardim Platina; Vila Mônica; Parque Bandeirantes; Vila Rodrigues; Vila Gomes; São João da Bela Vista; Vila Clarice; Jardim Nosso Recanto; Sítio Moinho Velho.

## Formação
De acordo com informações de historiadores publicadas no site da prefeitura de Osasco, a origem do nome do bairro vem da familia Salles D' Ávila que também da nome a algumas ruas do bairro. Era formado pelos sítios Boaçava, da família Salles D´Ávila, e Moinho Velho, da família Belarde, que foram loteados a partir da vinda de Imigrantes.
O bairro ficou conhecido, por uma história de uma mulher que salvou um carrinho com um bebê, de um caminhão de material para construção, ela se chamava Maria Sampaio, onde hoje tem uma rua no bairro com o mesmo nome.

## Principais vias
- Rua Roberto Parente Junior
- Avenida Osvaldo Costa
- Avenida Padre Guerino Ricciotti
- Rua Coronel Joaquim D’Ávila
- Rua Moacir Salles D' Ávila[2]

Travessas 
- R. Maria Thereza de Abril Parente
- Av. Antonio Roberto Parente

## Educação
- Creche Benedita de Oliveira
- EMEI Omar Ogeda Martins
- EMEF Prof° Alipio da Silva Lavoura[2]

## Igreja
CONGREGAÇÃO CRISTÃ NO BRASIL
- Igreja Catolica: Santa Terezinha do Menino Jesus

```
Casa Espírita Clara Nunes
```

## Saúde
- UBS III Carmeno Naghy[3]

## Dados da segurança pública do bairro
| Ocorrências de 2004           | Números | Porcentagem % |
| ----------------------------- | ------- | ------------- |
| Homicídio doloso              | 9       | 3,52          |
| Tentativa de homicídio doloso | 4       | 1,56          |
| Corrupção de menores          | 2       | 0,78          |
| Tráfico de entorpecentes      | 6       | 2,34          |
| Furto                         | 107     | 41,80         |
| Roubo                         | 66      | 25,78         |
| Roubo de veículos             | 27      | 10,55         |
| Furto de veículos             | 31      | 12,11         |
| Total Ocorrências             | 256     | 100,0         |

Fonte - Secretaria de Gestão Estratégica – Pesquisa - 2005